# Saybow
Saybow（本名：田中 聖一、1955年4月20日 - ）は、日本のボーカリスト、シンガーソングライター、マルチプレイヤーである。
神奈川県横浜市出身、関東学院高等学校卒業、関東学院大学中退。

TENSAWのボーカリストとして活動。その後はSaybow&theR+X+Sのボーカリストとして活動している。

## 経歴
- 1976年LOUのドラマーとして林哲司のプロデュースでデビュー。
- 1980年TENSAWのボーカルとして10月にアルバム『TENSAW』をリリース。
- 1982年TENSAWの活動停止後、Poison Popを結成。その後2枚のソロ・アルバムをリリースしている。

## ディスコグラフィ
Solo名義であるがレコーディングメンバーはSaybow & the R+X+S
- REFRESH（1990年3月5日、 日本クラウン）
- BEST OF MY FRIENDS（1990年9月10日、PANAM/日本クラウン CRCR-6009）

1. BEST OF MY FRIENDS (6:47)
2. HEAD BOY (4:50)
3. 省りみるのも必要だね (3:52)
4. 19-9-"ZERO" (2:10) NTV「とんからりん」オープニング・テーマ
5. SANCTUARY DISCO (4:48)
6. SHOW ME YOUR MIND (5:13)
7. FEEL JOY (7:16)
8. 省りみるのも必要だね (6:40) ピアノ・バージョン
9. やりてー! (5:28)